# Koumpa issa
Koumpa Issa, né vers 1956 à Kourtessé, dans l'Arrondissement de Poli, Département du Faro de la Région du Nord Cameroun, est un homme politique camerounais. Il est Secrétaire d'état à la défense chargé des anciens combattants et victime de guerre. Koumpa Issa est Administrateur civil principal hors échelle à la retraite. 

## Biographie

### Enfance et étude
Koumpa Issa est d'originaire de la Région du Nord Cameroun, dans l'arrondissement de Poli, dans le Département du Faro. Il est diplômé de l'École nationale d'administration et de magistrature (ENAM) et est entré dans la fonction publique camerounaise le 7 novembre 1981. Cependant Il a effectué premièrement ses études primaires dans sa provinces natale dans la Région du Nord Cameroun et son Arrondissement d'origine Poli, notamment dans les écoles publiques de Beka-Ilou de Kourtessé où il obtient son CEP. Après ses études primaires il ira dans les plateaux de l'Adamaoua fréquenter au Lycée de Ngaoundéré pour ses études secondaires où il obtient son Baccalauréat. il poursuit ses études supérieures ainsi que sa formation professionnelle  a l'Université de Yaoundé à la Faculté des lettres et Sciences Humaines, puis à l'ENAM. Sa carrière administrative débute par son affectation au Ministère de l'Urbanisme et de l'Habitat (MINUH), puis au Ministère de l'Administration Territoriale qui mené vers une longue carrière administrative sans discontinuer dans le commandement territorial. c'est le 9 novembre 2011 que Monsieur KOUMPA ISSA, est nommé par le Président de la république au poste de tout premier Secrétaire d'état à la défense chargé des anciens combattant et victimes de guerre, structure créée le même jour à la faveur d'une organisation du gouvernement

## Carrière
Koumpa Issa est Secrétaire d’état à la défense chargé des anciens combattants et victime de guerre. Il a occupé les postes de commandement telle que : Premier Adjoint préfectoral de Kaélé (Région de l'Extrême-Nord), Prefet de la Sanaga-Maritime à Edea (Région du Littoral) et autres. Grand officier de l'ordre de la valeur est un amoureux du sport particulièrement de Volley-ball. Koumpa est un bâtisseur né qui se distingue surtout pour son gout du travail bien fait, son souci d'œuvrer sans cesse pour le développement général. Sur le plan politique il est un militant engagé du Rassemblement démocratique du peuple camerounais (RDPC) depuis Juillet 1985 où il occupe la fonction de Trésorier de la sous section RDPC Kourtessé. Il est devenu membre de la Commission Permanente Départementale du Comité Central du RDPC pour le FARO. C'est un grand exploitant agropastoral. Koumpa Issa est Marié, père de 06 enfants et grand-père et arrière grand-père de nombreux autres enfants.